# Davignon-Bericht
Der Davignon-Bericht (auch Luxemburger Bericht) vom 27. Oktober 1970 war Grundlage für die Schaffung der Europäischen Politischen Zusammenarbeit, die anlässlich der Kopenhagener Gipfelkonferenz der Staats- und Regierungschefs der Europäischen Gemeinschaften im Juli 1973 begründet wurde. Der Bericht wurde von einem Ausschuss unter Leitung von Étienne Davignon vorbereitet, nach dem er auch benannt wurde.

## Europäische Politische Zusammenarbeit
„Als Geburtsstunde der EPZ ist der Luxemburger Bericht der Außenminister der sechs Mitgliedstaaten vom 27. Oktober 1970 anzusehen, auf Grund dessen die Zusammenarbeit offiziell aufgenommen wurde.“
Die Europäischen Politischen Zusammenarbeit (EPZ), war ursprünglich eine intergouvernementale Koordinierung der EG-Mitgliedstaaten im Bereich der Außenpolitik, die außerhalb des Rechtsrahmens der Europäischen Gemeinschaft stattfand. Die EPZ war daher nur informell und freiwillig und wurde auf der Pariser Konferenz vom 9./10. Dezember 1974 in den Europäischen Rat verlagert.

## Historie (Kurzübersicht)

### 1950 bis 1969
Bereits in den 1950er Jahren wurde eine Europäische Politische Gemeinschaft (EPG) als „Klammer“ zwischen der Montanunion (EGKS) und der Europäischen Verteidigungsgemeinschaft (EVG) zu schaffen versucht. Dies ist jedoch nicht gelungen.
Im Rahmen der Fouchet-Pläne (1960/1962) sollte ebenfalls eine (lose) intergouvernementale politische Koordination entstehen.
Nach Walter Hallstein ist die Organisation der Europäischen Gemeinschaften dem Bundesstaat „abgelauscht“ und „die Europäische Wirtschaftsgemeinschaft ist die erste Hälfte der so viel genannten »politischen Union«, nämlich die innenpolitische; sie ist die wirtschafts- und sozialpolitische Union.“ Die EPZ ist der Beginn der außenpolitischen Komponente der Gemeinschaften und bis heute nicht vollendet.

### 1969
Bereits auf der Konferenz in den Haag vom 1./2. Dezember 1969 wurde Möglichkeiten der Angleichung der Außenpolitik der Mitgliedstaaten in einem Kooperationsverfahren gesucht. Die Staats- und Regierungschefs beauftragten die Außenminister, die Möglichkeit einer engeren Integration auch im politischen Bereich zu prüfen (Haager Kommuniqué).

### 1970
In ihrem Bericht vom 27. Oktober 1970, vorgelegt in Luxemburg, haben die Außenminister der EG-Mitgliedstaaten den Regierungen einen Beschluss über die Zusammenarbeit in der Außenpolitik vorgeschlagen. Durch diese wurde in weiterer Folge die Europäische Politische Zusammenarbeit (EPZ) begründet.

## Zweck und Ursache der außenpolitischen Zusammenarbeit

### Zweck
Die außenpolitische Zusammenarbeit hat den Zweck,
- durch Abstimmung,
- Informationsaustausch und
- gemeinsames Auftreten der Mitgliedstaaten

in internationalen Organisationen, bei Konferenzen und Verhandlungen mehr außenpolitisches Wirkung zu erhalten.
Dabei sollte durch die außenpolitischen Zusammenarbeit gleiche Standpunkte vertreten und bei Abstimmungen auch diese koordiniert werden. Durch das gemeinsame Auftreten und koordinierte Vorgehen sollte das internationale „Gewicht“ der Europäischen Gemeinschaften gegenüber den USA und Kanada, Japan, der Sowjetunion und dem Ostblock sowie China verstärkt werden.

### Ursache
Die Ursache der außenpolitischen Zusammenarbeit der Mitgliedstaaten der Europäischen Gemeinschaften war vor allem durch die gemeinsamen wirtschaftlichen und politischen Probleme bedingt. Daher waren auch diese Themen während der ersten Jahre der Gründung der außenpolitischen Zusammenarbeit beherrschend:
- handelspolitische Koordinationen,
- Energieprobleme (vor allem Erdölversorgung – Energiekrise),
- Abrüstungspolitik und die Entspannungspolitik der Weltmächte (damals USA und Sowjetunion zum Beispiel im Rahmen der KSZE[7]), die Problematik im Nahen Osten unter anderem

## Der Davignon-Bericht
Als Davignon-Bericht bzw. Luxemburger-Bericht wird der erste Bericht der Außenminister an die Staats- und Regierungschefs der EG-Mitgliedstaaten vom 27. Oktober 1970 verstanden.
Die Außenminister der sechs EG-Mitgliedstaaten hatten gemäß Ziffer 15 des Haager Kommuniqués den Bericht vom 20. Juli 1970 im Namen ihrer Regierungen am 27. Oktober 1970 in Luxemburg endgültig verabschiedet. Die Konferenz der Außenminister stand unter Vorsitz des deutschen Bundesministers des Auswärtigen, Walter Scheel.
Der Davignon-Bericht wurde am 30. Oktober 1970 veröffentlicht.

### Umfang und Inhalt des Davignon-Berichts
Der Bericht besteht aus vier Teilen:
- Erster Teil – Präambel und drei Feststellungen
- Zweiter Teil – Maßnahmen
- Dritter Teil – Fortschritte, Weiterentwicklung
- Vierter Teil – Zusammenwirken, Ministertagung, Politisches Komitee

(wörtliche Wiedergabe aller vier Teile:)

#### Erster Teil
1. Die Außenminister der Mitgliedstaaten der Europäischen Gemeinschaften wurden von den am 1. und 2. Dezember 1969 im Haag tagenden Staats- bzw. Regierungschefs mit der Prüfung der Frage beauftragt, „wie, in der Perspektive der Erweiterung“ der Europäischen Gemeinschaften, „am besten Fortschritte auf dem Gebiet der politischen Einigung erzielt werden können“.
2. Bei der Erfüllung dieses Auftrags waren die Minister darauf bedacht, den Geist des Haager Kommuniqués zu wahren. Die Staats- und Regierungschefs stellten dabei insbesondere fest, daß der Bau Europas mit dem Eintritt in die Endphase des Gemeinsamen Markts „an einem Wendepunkt seiner Geschichte“ angelangt ist; sie erklärten, „die Europäischen Gemeinschaften bleiben der Urkern, aus dem die europäische Einheit sich entwickelt und ihren Aufschwung genommen hat“; sie brachten schließlich ihre Entschlossenheit zum Ausdruck, „einem vereinten Europa den Weg zu bahnen, das seine Verantwortung in der Welt von morgen übernehmen und einen Beitrag leisten kann, der seiner Tradition und seiner Aufgabe entspricht“.
3. Die Staats- bzw. Regierungschefs betonten: „Soll eine ungewöhnliche Quelle der Entwicklung, des Fortschritts und der Kultur nicht versiegen, soll das Gleichgewicht der Welt erhalten und der Friede gewahrt bleiben, so ist nach ihrer gemeinsamen Überzeugung ein Europa unerläßlich, das Staaten in sich vereint, deren wesentliche Interessen bei Wahrung der nationalen Eigenart übereinstimmen, ein Europa, das seines eigenen Zusammenhalts gewiß ist, das zu seinen Freundschaften mit anderen Staaten steht und das sich der ihm zukommenden Aufgabe bewußt ist, die internationale Entspannung und die Verständigung der Völker – in erster Linie zwischen den Völkern des ganzen europäischen Kontinents – zu fördern.“
4. Seiner Verantwortung bewußt, die ihm auf Grund seiner wirtschaftlichen Entwicklung, seines Industriepotentials und seines Lebensstandards zukommt, ist das geeinte Europa gewillt, seine Anstrengungen zugunsten der Entwicklungsländer zu steigern, um vertrauensvolle Beziehungen zwischen den Völkern herzustellen.
5. Das geeinte Europa muß auf dem gemeinsamen Erbe der Achtung der Freiheit sowie der Menschenrechte fußen und demokratische Staaten mit frei gewählten Parlamenten in sich vereinigen. Dieses geeinte Europa bleibt das eigentliche Ziel, das so bald wie möglich durch den politischen Willen der Völker und die Entscheidungen ihrer Regierungen erreicht werden muß.
6. Um die in der Haager Konferenz so nachdrücklich bekräftigte Kontinuität und politische Zielsetzung des europäischen Plans zu wahren, vertraten die Minister daher die Auffassung, daß ihre Vorschläge von drei Feststellungen ausgehen müssen.
7. Erste Feststellung: Im Geist der Präambeln der Verträge von Paris und Rom muß der Wille zur politischen Einigung, der den Fortschritt der Europäischen Gemeinschaften unablässig gefördert hat, Gestalt gewinnen.
8. Zweite Feststellung: Die praktische Durchführung der bereits verfolgten oder im Werden begriffenen gemeinsamen Politik in bestimmten Teilbereichen erfordert entsprechende Entwicklungen im eigentlichen politischen Bereich, um den Zeitpunkt näher zu rücken, in dem Europa mit einer Stimme sprechen kann; darum ist es wichtig, den Bau Europas in aufeinanderfolgenden Stufen zu betreiben und nach und nach die geeignetste Methode und die geeignetsten Instrumente zu entwickeln, die ein gemeinsames politisches Vorgehen ermöglichen.
9. Letzte Feststellung: Europa muß sich auf die Ausübung der Verantwortlichkeiten vorbereiten, die es wegen seines verstärkten Zusammenhalts und seiner immer bedeutenderen Rolle in der Welt zu übernehmen nicht nur verpflichtet, sondern auch genötigt ist.
10. Die gegenwärtige Entwicklung der Europäischen Gemeinschaften gebietet den Mitgliedstaaten eine Verstärkung ihrer politischen Zusammenarbeit; in einer ersten Stufe müssen sie die praktischen Voraussetzungen schaffen, damit sie ihre Auffassungen auf dem Gebiet der internationalen Politik harmonisieren können.
So erschienen den Ministern in erster Linie im Bereich der Abstimmung der Außenpolitik konkrete Anstrengungen erforderlich, um vor aller Welt darzutun, daß Europa eine politische Sendung hat. Die Minister sind überzeugt, daß ein Fortschritt auf diesem Wege geeignet wäre, die Weiterentwicklung der Gemeinschaften zu fördern und den Europäern ein lebendigeres Bewußtsein ihrer gemeinsamen Verantwortung zu geben.

#### Zweiter Teil
Die Minister schlagen folgendes vor:
In dem Bestreben, Fortschritte auf dem Gebiet der politischen Einigung zu erzielen, beschließen die Regierungen, in der Außenpolitik zusammenzuarbeiten.

##### I. Ziele
Diese Zusammenarbeit hat folgende Ziele:
- durch regelmäßige Unterrichtung und Konsultationen eine bessere gegenseitige Verständigung über die großen Probleme der internationalen Politik zu gewährleisten;
- die Harmonisierung der Standpunkte, die Abstimmung der Haltung und, wo dies möglich und wünschenswert erscheint, ein gemeinsames Vorgehen zu begünstigen und dadurch die Solidarität zu festigen.

##### II. Ministertagungen
1. Auf Initiative des jeweils amtierenden Präsidenten kommen die Außenminister mindestens alle sechs Monate zusammen.
An Stelle der Ministertagungen kann eine Konferenz der Staats- bzw. Regierungschefs einberufen werden, wenn nach Ansicht der Minister schwerwiegende Umstände oder die Wichtigkeit der anstehenden Themen dies rechtfertigt.
Im Falle einer ernsten Krise oder besonderer Dringlichkeit wird zwischen den Regierungen der Mitgliedstaaten eine außerordentliche Konsultation abgehalten. Der jeweils amtierende Präsident setzt sich mit seinen Kollegen in Verbindung, um die besten Methoden festzulegen, diese Konsultation zu gewährleisten.
2. Der Außenminister des Staates, der im Rat der Europäischen Gemeinschaften den Vorsitz führt, nimmt den Vorsitz in den Sitzungen wahr.
3. Die Ministertagung bereitet ein Komitee vor, das aus den Leitern der Politischen Abteilungen besteht.

##### III. Das Politische Komitee
1. Ein aus den Leitern der Politischen Abteilungen gebildetes Komitee tritt mindestens viermal jährlich zusammen, um die Tagungen der Minister vorzubereiten und ihm von den Ministern übertragene Aufgaben zu erledigen.
Ferner kann der jeweils amtierende Präsident nach Konsultierung seiner Kollegen das Komitee auf eigene Initiative oder auf Verlangen eines Mitglieds zu einer außerordentlichen Sitzung einberufen.
2. Der Vorsitz in diesem Komitee regelt sich entsprechend dem Vorsitz bei den Ministertagungen.
3. Das Komitee kann Arbeitsgruppen für besondere Aufgaben einsetzen.
Es kann eine Sachverständigengruppe beauftragen, Material über ein bestimmtes Problem zu sammeln und die möglichen Lösungen aufzuzeigen.
4. Soweit erforderlich, kann jede andere Form der Konsultation ins Auge gefaßt werden.

##### IV. Konsultationsthemen
Die Regierungen konsultieren sich in allen wichtigen Fragen der Außenpolitik.
Die Mitgliedstaaten können jede beliebige Frage für die politische Konsultation vorschlagen.

##### V. Die Kommission der Europäischen Gemeinschaften
Sofern die Arbeiten der Minister Auswirkungen auf die Tätigkeit der Europäischen Gemeinschaften haben, wird die Kommission zur Stellungnahme aufgefordert.

##### VI. Die Europäische Parlamentarische Versammlung
Um der politischen Einigung demokratischen Charakter zu geben, müssen die Öffentlichkeit und ihre Vertreter an ihr teilhaben.
Die Minister und die Mitglieder der Politischen Kommission der Europäischen Parlamentarischen Versammlung treffen sich halbjährlich zu einem Kolloquium über Fragen, die Gegenstand von Konsultationen im Rahmen der außenpolitischen Zusammenarbeit sind. Dieses Kolloquium wird formlos abgehalten, um den Parlamentariern und Ministern die Möglichkeit zu geben, ihre Meinung freimütig zu äußern.

##### VII. Allgemeine Bestimmungen
1. Die Tagungen finden in der Regel in dem Land statt, dessen Vertreter den Vorsitz führt.
2. Der gastgebende Staat besorgt das Sekretariat und die materielle Durchführung der Tagung.
3. Jeder Staat benennt einen Beamten seines Außenministeriums als Gesprächspartner für seine Kollegen aus den anderen Staaten.

#### Dritter Teil
1. Um die Kontinuität des begonnenen Werks zu gewährleisten, wollen die Minister weiter prüfen, wie am besten Fortschritte in der politischen Einigung erzielt werden können; sie beabsichtigen, einen zweiten Bericht vorzulegen.
2. Diese Prüfung erstreckt sich auch auf die Verbesserung der außenpolitischen Zusammenarbeit und die Suche nach weiteren Gebieten, auf denen Fortschritte erzielt werden könnten. Sie wird die im Rahmen der Europäischen Gemeinschaften unternommenen Arbeiten berücksichtigen müssen, vor allem solche, die darauf gerichtet sind, deren Strukturen zu festigen und sie erforderlichenfalls auf diesem Wege instand zu setzen, der Ausweitung und Entwicklung ihrer Aufgaben gerecht zu werden.
3. Zu diesem Zweck beauftragen die Minister das Politische Komitee, seine Arbeit so zu gestalten, daß es diese Aufgabe erfüllen kann, und ihnen auf jeder ihrer halbjährlichen Tagungen Bericht zu erstatten.
4. Der jeweils amtierende Ratspräsident richtet einmal jährlich eine Mitteilung über den Fortgang dieser Arbeiten an die Parlamentarische Versammlung.
5. Unbeschadet der Möglichkeit, Zwischenberichte vorzulegen, falls sie dies für zweckmäßig halten und der Stand der Untersuchungen es zuläßt, legen die Außenminister ihren zweiten Gesamtbericht spätestens zwei Jahre nach Beginn der außenpolitischen Konsultation vor. Dieser Bericht soll eine Wertung der durch die Konsultation erzielten Ergebnisse enthalten.

#### Vierter Teil
Vorschläge zur Mitwirkung der beitrittswilligen Staaten an den in Teil II und III des Berichts behandelten Arbeiten.
1. Die Minister betonen den Zusammenhang zwischen der Zugehörigkeit zu den Europäischen Gemeinschaften und der Beteiligung an Tätigkeiten, die Fortschritte auf dem Gebiet der politischen Einigung ermöglichen sollen.
2. Da die beitrittswilligen Staaten über die in diesem Bericht beschriebenen Ziele und Verfahren konsultiert werden und sie sich zu eigen machen müssen, sobald sie Mitglieder der Europäischen Gemeinschaften geworden sind, ist es notwendig, diese Staaten über die Entwicklung der Arbeiten der Sechs unterrichtet zu halten.
3. Angesichts dieser Ziele werden folgende Verfahren vorgeschlagen, um die Unterrichtung der beitrittswilligen Staaten sicherzustellen:

##### a) Tagungen der Minister
Die Minister setzen auf jeder ihrer halbjährlichen Tagungen den Zeitpunkt ihrer nächsten Tagung fest.
Gleichzeitig bestimmen sie den für eine Ministertagung der Zehn vorzuschlagenden Zeitpunkt. Dieser sollte möglichst nahe beim Zeitpunkt der Sechsertagung, in der Regel danach, liegen; dabei sind die Anlässe zu berücksichtigen, bei denen die zehn Minister oder einige von ihnen ohnehin zusammentreffen.
Nach der Ministertagung der Sechs teilt der amtierende Präsident den beitrittswilligen Staaten die Fragen mit, die die Minister für die Tagesordnung der Ministertagung der Zehn vorschlagen, und erteilt alle weiteren Informationen, die geeignet sind, den Meinungsaustausch der Zehn so fruchtbar wie möglich zu gestalten.
Angesichts der Tatsache, daß eine gewisse Flexibilität diese Unterrichtung und den Meinungsaustausch kennzeichnen muß, wird davon ausgegangen, daß sie nach Unterzeichnung der Übereinkünfte über den Beitritt der antragstellenden Staaten zu den Europäischen Gemeinschaften vertieft werden.

##### b) Tagungen des Politischen Komitees
Dieses erteilt den beitrittswilligen Staaten die Informationen, die sie interessieren könnten. Die Informationen werden durch den jeweils amtierenden Präsidenten übermittelt, der auch etwaige Reaktionen dieser Staaten entgegennimmt. Der Präsident berichtet hierüber dem Politischen Komitee.